# Donationware
Donationware är programvara som får användas fritt. Om användaren är nöjd med programmet önskar upphovsmannen att denne donerar en mindre summa pengar till upphovsmannen eller till ett ändamål som upphovsmannen valt ut.